# Classe Alaska
Le unità appartenenti alla classe Alaska erano incrociatori da battaglia della United States Navy, costruiti ed entrati in servizio durante il secondo conflitto mondiale. Ne entrarono in servizio due, che ebbero una carriera operativa estremamente breve.

## Sviluppo
I progetti relativi ad incrociatori di grandi dimensioni vennero portati avanti a partire dal 1939, anno in cui decaddero ufficialmente i trattati navali di Washington. Gli Alaska, dunque, furono sviluppati per contrastare le navi "post trattato", in particolare un inesistente piano giapponese che prevedeva la costruzione di incrociatori da battaglia di nuova generazione per sostituire i quattro "Kongo".
L'ordine per la nuova classe venne emesso nel settembre del 1940, nell'ambito di un vasto piano di costruzioni navali. In particolare, si trattava di un progetto estremamente complesso ed ambizioso (nonché costoso), che prevedeva l'utilizzo di cannoni da 305 mm su unità in grado di raggiungere la velocità di 33 nodi.
Lo scopo di queste navi era duplice:
- scortare efficacemente i gruppi di portaerei in quanto avrebbero potuto mantenere la stessa alta velocità delle portaerei di squadra;
- essere in grado di affrontare in modo indipendente le forze navali nemiche di superficie.

Dal punto di vista strutturale e progettuale, furono una classe originale, e si possono considerare una via di mezzo tra grandi incrociatori pesanti (armati con cannoni da 203 mm) e incrociatori da battaglia (armati con cannoni da 356/381 mm). Tenendo conto di questo, si decise di chiamarli con nomi di territori al di fuori dei territori federali degli Stati Uniti.
La costruzione della prima unità venne intrapresa nel dicembre 1941 presso il cantiere navale di Camden, nel New Jersey. Questa, l'USS Alaska (CB-1), venne varata nel 1943 ed entrò in servizio nel 1944.

## Tecnica ed armamento
I classe Alaska erano piuttosto simili agli incrociatori. Infatti, la percentuale di corazzatura sul tonnellaggio complessivo era del 16%, una percentuale analoga a quella degli incrociatori americani dell'epoca. Inoltre, mancavano numerose protezioni tipiche delle navi da battaglia (come la corazza antisiluro subacquea, le corazze laterali e la compartimentazione).

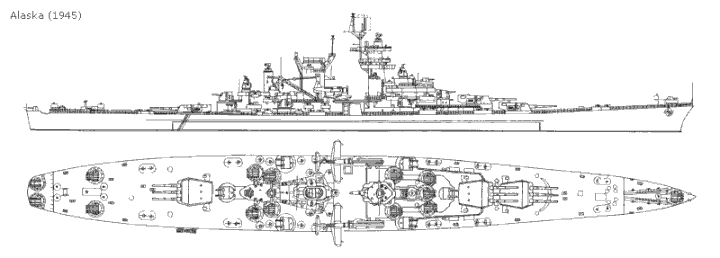
Schema tecnico

Lo stesso armamento non era all'altezza delle navi da battaglia, comprese le batterie secondarie, e le soluzioni progettuali impiegate erano molto simili a quelle di normali incrociatori.
I classe Alaska sono quindi considerati dei grandi incrociatori, una sorta di “via di mezzo” tra gli incrociatori pesanti e le navi da battaglia.

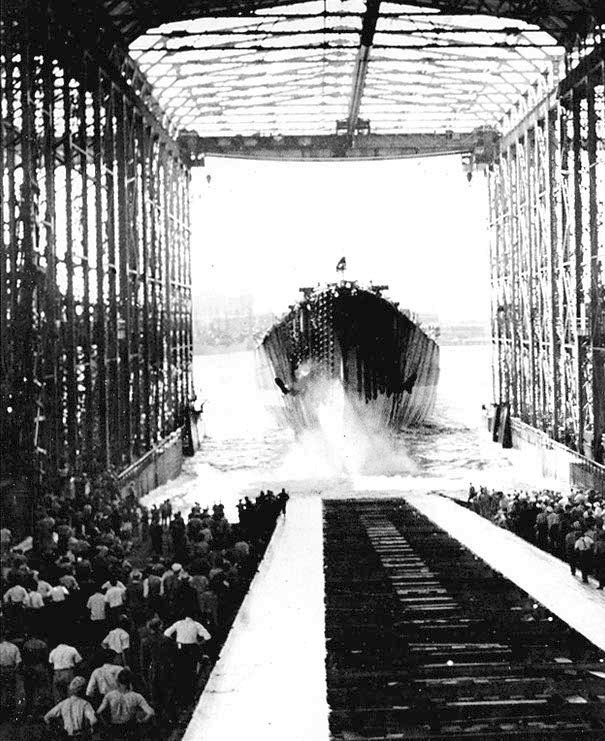
Il varo dell'Alaska, il 15 agosto 1943

Gli Alaska sono state le uniche unità dell'US Navy ad avere la sigla CB come hull classification symbol. Questa sigla sta per "large cruiser", grande incrociatore. Si tratta infatti di incrociatori di dimensioni più grandi.

## Servizio
Il piano originario prevedeva la costruzione di sei unità, ma solo due vennero effettivamente completate: USS Alaska (CB-1) ed USS Guam (CB-2).
Il ridimensionamento del progetto fu provocato dai cambiamenti della guerra navale nella seconda guerra mondiale. Infatti, l'avvento della portaerei rese obsolete queste navi: i compiti di esplorazione e contrasto alle grandi unità di superficie per cui erano state costruite potevano (e possono) essere svolti con successo dagli aerei imbarcati.

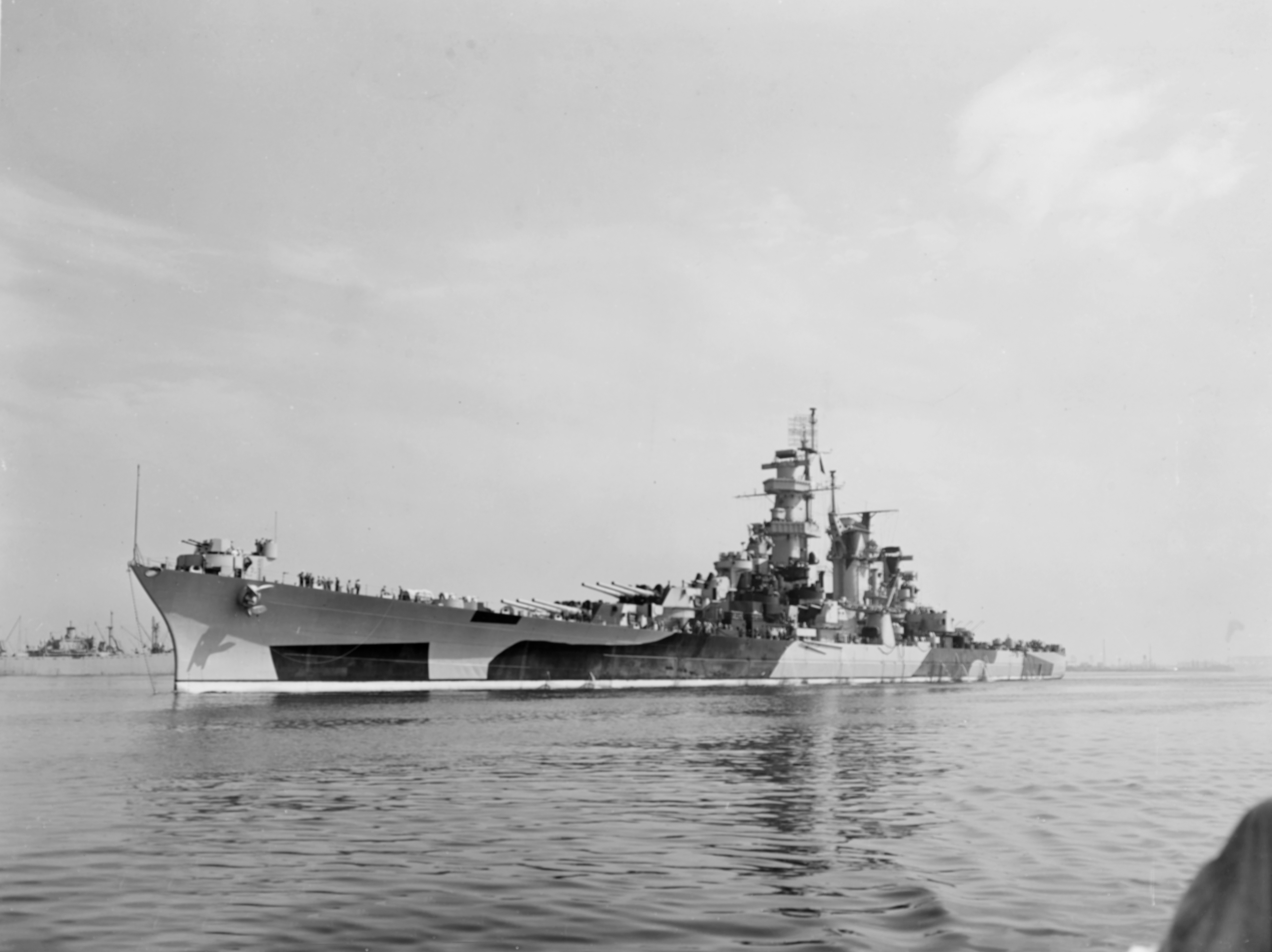
USS Alaska (CB-1)

Per questa ragione, le grandi unità vennero relegate a compiti di scorta o bombardamento costiero. A questo destino non sfuggirono i classe Alaska.
La carriera operativa delle due navi è infatti praticamente la stessa: giunte nel Pacifico all'inizio del 1945, vennero utilizzate per il bombardamento costiero durante la campagna di Okinawa. Furono anche impegnate in missioni di scorta e per proteggere la portaerei danneggiata USS Franklin (CV-13).
Entrambe le unità vennero radiate il 17 febbraio 1947 e rimasero nominalmente in riserva fino alla demolizione, avvenuta nel 1960-1961.

## Unità costruite e previste
- USS Alaska: costruzione iniziata nel dicembre 1941, varato nell'agosto 1943 ed entrato in servizio il 17 giugno 1944, venne utilizzato nell'Oceano Pacifico. Fu radiata il 17 febbraio 1947.

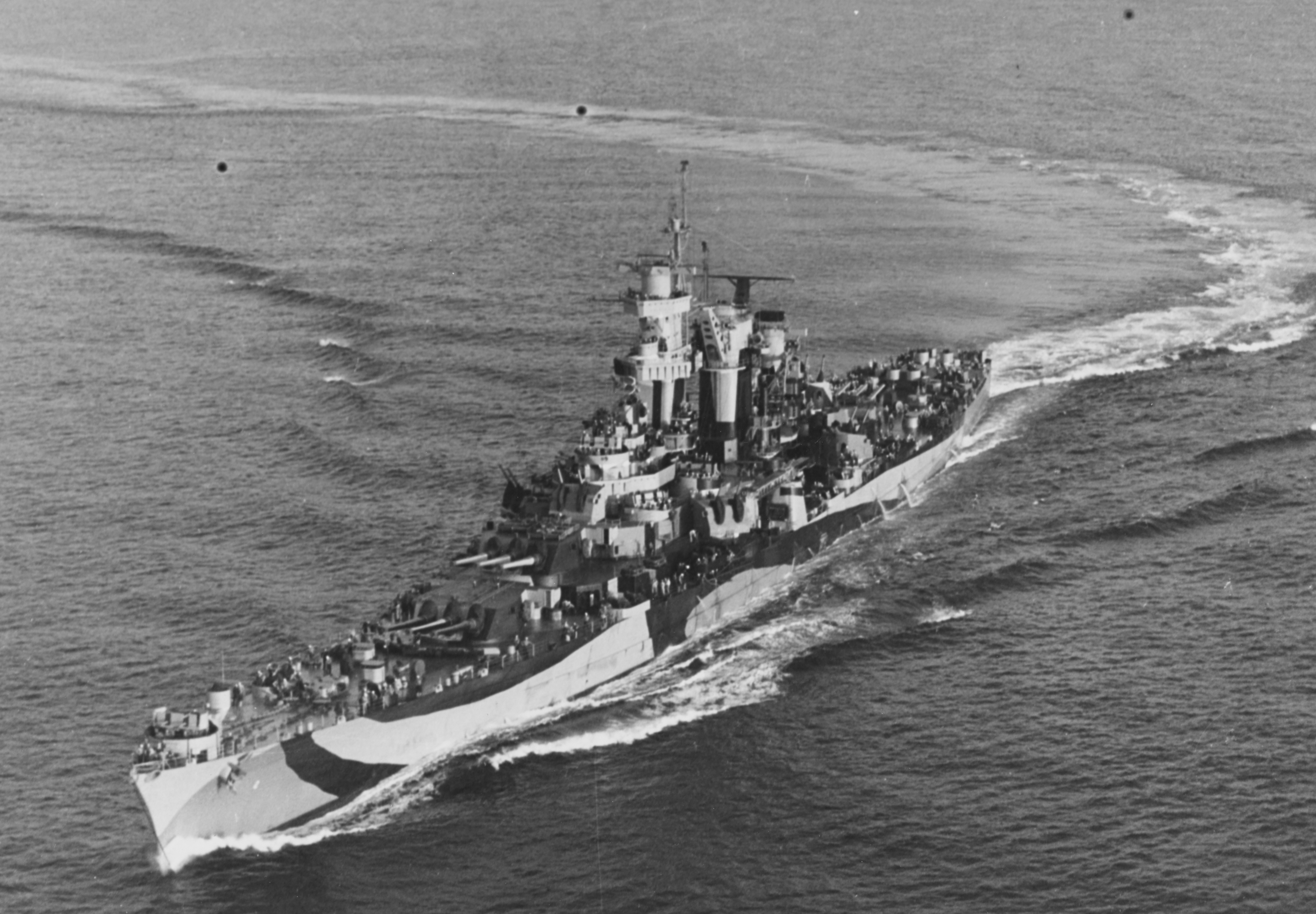
USS Guam (CB-2)

- USS Guam: costruzione iniziata nel febbraio 1942, varato nel novembre 1943, entrato in servizio il 17 settembre 1944, ebbe la medesima carriera operative dell'unità gemella.
- USS Hawaii: mai completato. Costruzione sospesa tra il maggio 1942 ed il maggio 1943. Il varo avvenne nel novembre 1945. Ne venne considerata, senza successo, la conversione in nave comando o nave lanciamissili. Demolita incompleta nel 1959.

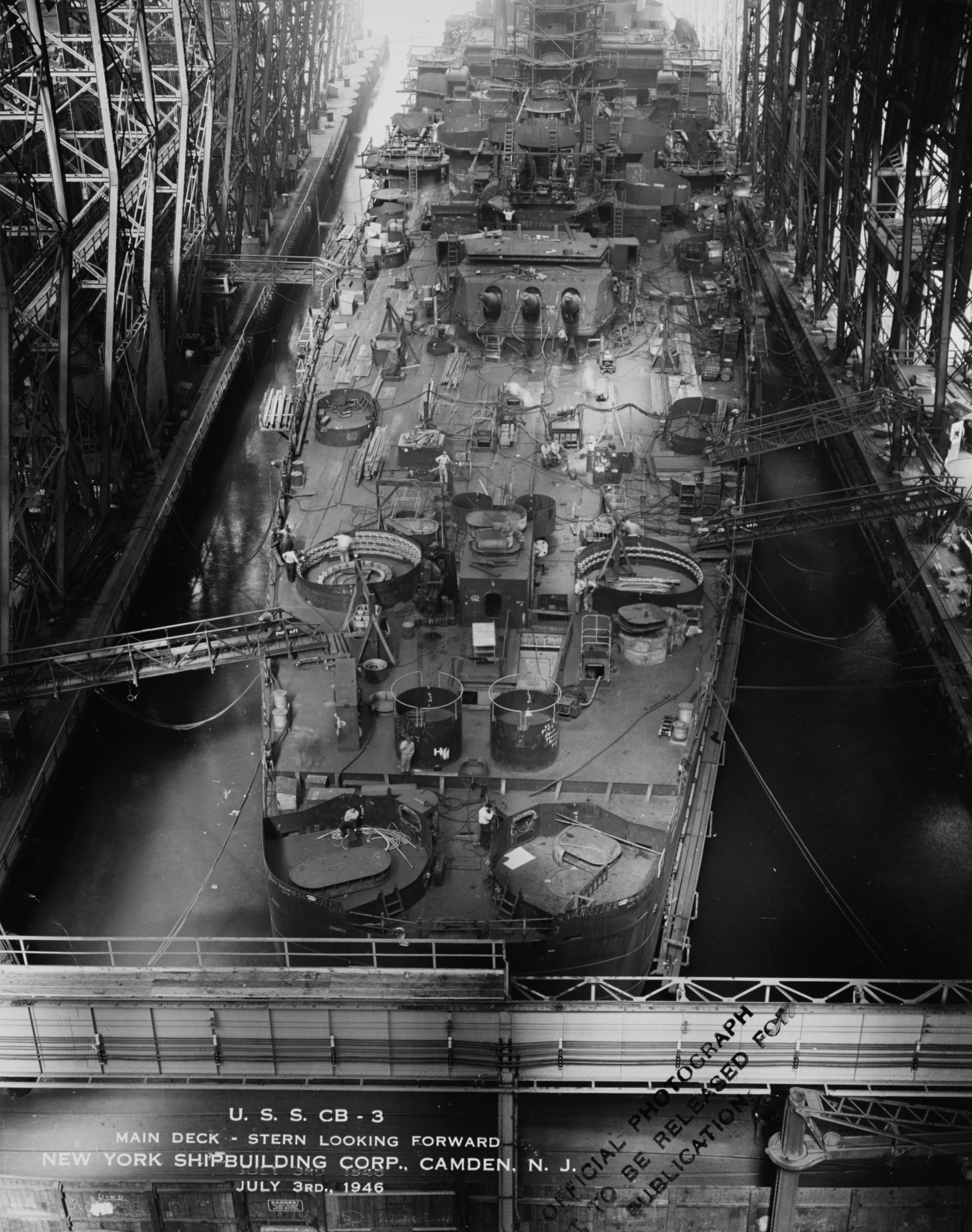
L'USS Hawaii (CB-3) in allestimento, il 3 luglio 1946

La costruzione delle altre tre unità, USS Philippines (CB-4), USS Puerto Rico (CB-5) ed USS Samoa (CB-6) non venne mai intrapresa. La costruzione, sospesa nel maggio 1942, per recuperare ed utilizzare i materiali in programmi più importanti, venne definitivamente cancellata nel giugno 1943.